# Amos (filme)
Amos é um filme estadunidense do gênero drama dirigido por Michael Tuchner lançado em 1985.

## Resumo
Ex-treinador de beisebol, perto dos 80 anos, é confinado contra a vontade em um asilo de velhos e entra em choque com a enfermeira-chefe. Mantém o interesse graças ao bom desempenho dos atores.

## Elenco
- Kirk Douglas — Amos Lasher
- Elizabeth Montgomery — Daisy Daws
- Dorothy McGuire — Hester Farrell
- Pat Morita — Tommy Tanaka
- James Sloyan — Sheriff John Thomas
- Ray Walston — Johnny Kent
- Jerry Hausner — Sol Kessler
- Don Keefer — Winston Beard
- Camila Ashland — Mildred Lasher
- Frances Bay — Lydia
- Frederick Coffin — Roland